# Elaeagnus loureiroi
Elaeagnus loureiroi — вид квіткових рослин з родини маслинкових (Elaeagnaceae). Поширення: Південно-Центральний і Південно-Східний Китай, В'єтнам.

## Середовище
Населяє гірські ліси; на висотах 500–2100 метрів.

## Біоморфологічна характеристика
Це вічнозелений кущ, прямовисний або плетистий, 2–3(10+) метрів заввишки. Гілки тонкі, колючки зазвичай відсутні; старі гілки майже чорні, голі; молоді гілки з лусками іржавого кольору. Ніжка листка коричнева, 8–15 мм; листова пластинка еліптична, овально-еліптична або ланцетна, 5–10 × 2–4.5 см, знизу з лусками в молодому віці, колір варіюється від сріблястого з блідо-коричневим центром до рівномірно коричневого, пізніше з розсіяними коричневими лусками, зверху з розсіяними рваними лусками, швидко гола, бічні жилки 5–7 з кожного боку середньої жилки, злегка помітні на обох поверхнях, основа округла, рідко клиноподібна, край дуже неглибоко городчастий та загнутий, верхівка загострена або гостра. Квітки часто по кілька в пазусі, з коричневими або іржаво-коричневими лусками. Квітконіжка 7–10 мм. Трубка чашечки дзвонова, 10–11 мм; частки трикутні, 5–7 мм, всередині рідко біловолосі та коричнево лускаті, верхівка загострена. Кістянка еліпсоїдної форми, 1.5–2.2 см. Цвітіння: жовтень — грудень, плодіння: квітень і травень.